# José de la Trinidad Valera Angulo
José de la Trinidad Valera Angulo (* 3. September 1947 in San Lázaro, Bundesstaat Trujillo) ist ein venezolanischer Geistlicher und emeritierter römisch-katholischer Bischof von Guanare.

## Leben
José de la Trinidad Valera Angulo empfing am 2. August 1975 die Priesterweihe.
Papst Johannes Paul II. ernannte ihn am 15. Februar 1997 zum Weihbischof in Caracas und zum Titularbischof von Mozotcori. Die Bischofsweihe spendete ihm der Erzbischof von Caracas, Antonio Ignacio Velasco García SDB, am 19. April desselben Jahres; Mitkonsekratoren waren Miguel Antonio Salas Salas CIM, emeritierter Erzbischof von Mérida, und Vicente Ramón Hernández Peña, Bischof von Trujillo.
Am 18. Oktober 2001 wurde er zum Bischof von La Guaira ernannt. Papst Benedikt XVI. ernannte ihn am 12. Oktober 2011 zum Bischof von Guanare.
Papst Franziskus nahm am 12. April 2023 das von José de la Trinidad Valera Angulo aus Altersgründen vorgebrachte Rücktrittsgesuch an.